# Sečje selo
Sečje selo – wieś w Słowenii, w gminie Črnomelj. W 2018 roku liczyła 106 mieszkańców.